# Iglesia de San Demetrio (Tesalónica)

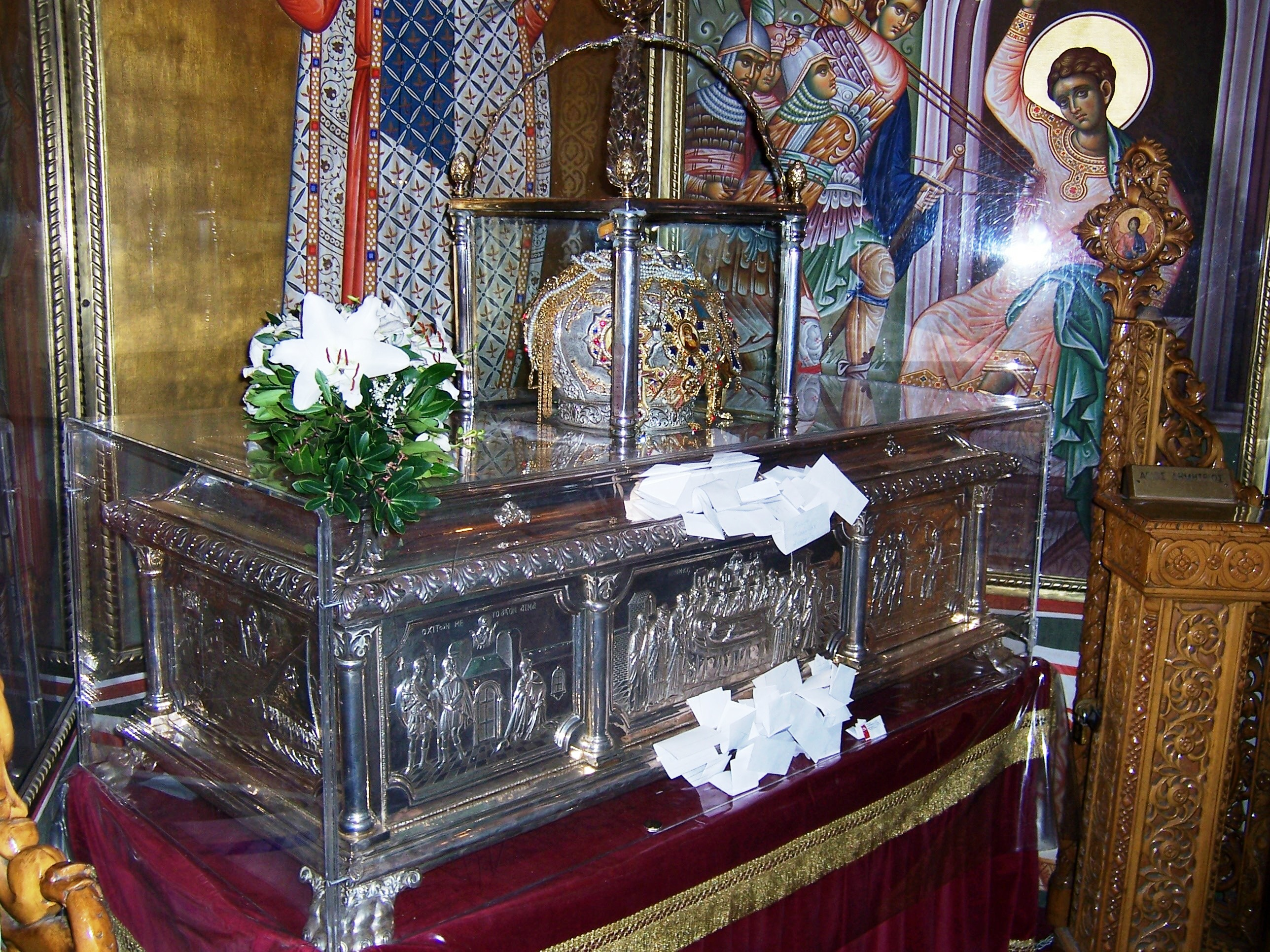
Relicario de San Demetrio.

La Iglesia de San Demetrio, o Hagios Demetrios (en griego: Άγιος Δημήτριος), es el más importante santuario dedicado a San Demetrio, santo patrón de Tesalónica. Fue construida en la época en que Tesalónica era la segunda mayor ciudad del Imperio bizantino y forma parte del conjunto de Monumentos paleocristianos y bizantinos de Tesalónica declarado por la Unesco Patrimonio de la Humanidad en 1988.

## Historia
Hacia el siglo IV de nuestra era se levantó una primitiva iglesia cristiana que reemplazaba unos baños romanos situados en el emplazamiento. Un siglo después, un prefecto llamado Leontios convirtió el pequeño oratorio primitivo en una gran basílica de tres naves. La iglesia sufrió varios incendios, y finalmente fue reconstruida entre 629-634 erigiéndose una gran construcción de cinco naves, que es, a grandes rasgos, la que podemos contemplar hoy en día. Fue el santuario más importante de la ciudad, probablemente mayor que la catedral local, cuya localización nos es hoy desconocida.
El relicario del santo consiste en un cimborrio techado y hexagonal, situado en uno de los laterales de la nave. El cimborrio, hecho o recubierto de plata tenía puertas y contenía cojines o una cama en su interior. Es curioso el hecho de que este recipiente no contenía reliquias físicas del santo, sino que se utilizaba como una tumba simbólica. Fue reconstruido al menos una vez.
Llevó varias décadas restaurar la iglesia tras el Gran Incendio. Las excavaciones realizadas en las décadas de 1930 y 1940 sacó a la luz numerosos objetos que están expuestos en la cripta de la iglesia. Las excavaciones descubrieron las ruinas de unas Termas romanas situadas en el lugar donde supuestamente San Demetrio había sido encarcelado y posteriormente ejecutado. Se halló también un pozo romano donde se cree que los soldados que ejecutaron a Demetrio tiraron sus restos. La iglesia fue restaurada y reconsagrada finalmente en 1949.

## Los mosaicos
La iglesia es famosa por los seis mosaicos que proceden del período que se extiende entre la reconstrucción y el período iconoclasta en 730. Después de haber sido cubiertos con yeso durante el período otomano, fueron restaurados entre 1917 y 1949, y nuevamente en 1998. Representan a Demetrio en compañía de los patrocinadores de la restauración de la iglesia, llamados los «fundadores», así como con los niños. Son particularmente interesantes, no solo en la vida que descubren, sino también por la ropa que usan los personajes que son una fuente de información sobre el vestuario y los colores de la ropa que usan los altos funcionarios de la época. Constituyen dos de los pocos ejemplos del período oscuro que siguió a la muerte de Justiniano. Una inscripción sobre una de las imágenes indica que se produjeron para agradecer al Cielo que librase a Salónica de un ataque de los eslavos paganos en 612.
Los otros mosaicos que cubrían el interior de la iglesia se perdieron o bien durante en el período en que la iglesia fue transformada en mezquita (1493-1912) o bien durante el gran incendio de 1917, que destruyó el tejado de la iglesia y la parte alta de los muros.

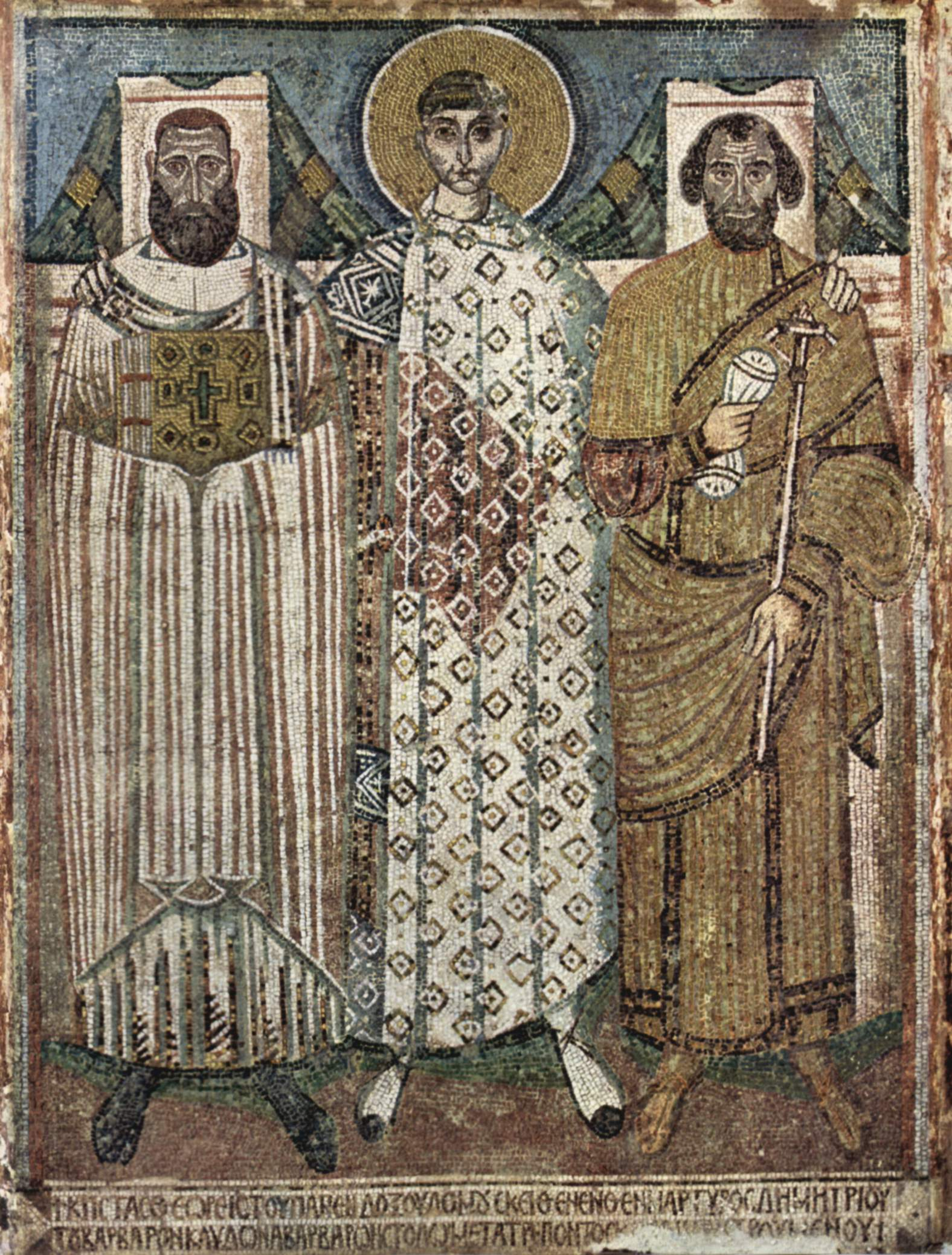
Mosaico representando a san Demetrio con el obispo y el gobernador de Salónica (siglos VI-VII)
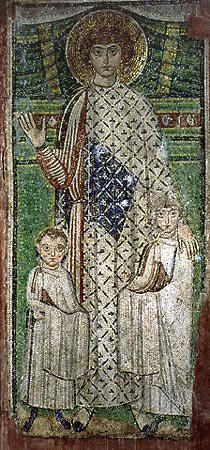
San Demetrio con unos niños: uno de los escasos mosaicos bizantinos que escaparon a la destrucción de los iconoclastas.

## La cripta (catacumbas)
Por debajo de la iglesia de san Demetrio está el lugar donde el santo patrón de Salónica, como los paleocristianos que fueron martirizados.
Conforme el nivel del suelo gradualmente se alzó a lo largo de los siglos, esta zona adquirió la forma de una cripta. Según la tradición, y los hallazgos arqueológicos, eran unas antiguas termas, en donde Demetrio fue apresado y con el tiempo martirizado en el año 303. En el siglo V, cuando se construyó la primera iglesia dedicada a san Demetrio, el lugar de su martirio fue incorporado a la iglesia y la fuente fue convertida en un manantial de agua bendita. En los años que le siguieron, la fuente adquirió cubetas, de las cuales los creyentes podían recoger myron, el aceite odorífero supuestamente producido por las reliquias del santo. La cripta se llenó de tierra en época otomana y no se redescubrió hasta después del incendio de 1917. Se ha restaurado por el Servicio Arqueológico y fue convertido en un espacio expositivo en 1988.
Muestra una colección de esculturas, capiteles, lajas, y vasijas de la iglesia de san Demetrio. Más específicamente, en la sala I hay esculturas de la iglesia original del siglo V y pilares con decoración en relieve y capiteles con cuatro hojas de acanto. En la sala II, en la capilla del santo, hay inscripciones documentando la historia de la iglesia, junto con figuras escultóricas del período bizantino medio. La sala III muestra fotografías, planos, y copias de la restauración que se realizó después del incendio de 1917.
En la siguiente sala, la IV, hay esculturas de la decoración de la iglesia que fue construida después del incendio del siglo VII, y el ambo de la iglesia original del siglo V está en la sala V. Las salas VI y VII, por último, muestra esculturas de la decoración de la iglesia en el período bizantino medio (siglo X) y esculturas y cerámica de los siglos XIII-XV. Más específicamente, esto incluye los restos del ciborio original, que se construyó para albergar el icono del santo y más tarde su sarcófago. El ciborio era hexagonal y realizado en madera y plata. Hay también un arco y fragmentos de arcos del ciborio bizantino sobre el altar, que más tarde se decoró con cruces en medallones y cruces que descansan sobre orbe. Una inscripción indica que el donante del ciborio fue Teodoro, obispo de Salónica en el siglo XIII.